# Theodor Thomas
Theodor Thomas (* 21. März 1876 in Brünlos; † 30. August 1955 in Frankfurt am Main) war ein deutscher Gewerkschafter, Dachdecker, Autor sowie Vorsitzender und Schriftleiter des Dachdeckerverbandes.

## Leben
Sein Vater hieß Gustav Carl Robert Thomas und die Mutter Christine Friedericke. Sie war bei seiner Geburt in Brünlos im Erzgebirge nahe Zwönitz erst 15 Jahre alt.
Wegen der Not und der fehlenden Arbeitsplätze im Erzgebirge zog die Familie nach Dresden und wohnte ab 1886 auf der Hechtstraße 18 im Souterrain. Der Vater arbeitete als Dachdecker und deckte mit vorgefertigten Schieferplatten Gebäude ein.
Der Vater starb schon nach einem Jahr Berufstätigkeit in Dresden und sein Bruder, der Schuhmacher Gustav Carl Norbert Thomas, auch aus dem Erzgebirge stammend, nahm sich der Familie an. Mit ihm wohnte die Mutter und ihre Kinder weiterhin in der Hechtstraße 18 von 1887 bis 1899. Danach wohnte die verwitwete Mutter Friedericke Thomas allein mit ihren 5 Kindern in dieser Kellerwohnung noch bis zum Jahr 1901.
Ab Ostern 1890 lernte Theodor Thomas den Beruf eines Dachdeckers, den sein verstorbener Vater ausgeführt hatte. Die Mutter Friedericke nähte im aus zwei alten Hosen des Vaters eine neue für seine Arbeit. Später schrieb Theodor Thomas über diese Zeit sein erstes Buch mit dem Titel „In Vaters Hosen“.
Über die Jugendzeit in Dresden auf der Hechtstraße schrieb er ein weiteres Buch. Es hat den Titel „Gib meine Jugend mir zurück“ und wurde 1921 von der sozialdemokratisch geprägten Buchhandlung Vorwärts in Berlin verlegt. Das Manuskript, das Theodor Thomas dem Verlag eingereicht hatte, war um 1/3 länger als später das gedruckte Buch in Fraktursatz mit 174 Seiten. Der Verlag bestand auf einer Kürzung des Romans.
Die Jugenderinnerungen basieren auf persönlichen Erlebnissen des Autors und seiner Jugendfreunde, wie diese sich im Hechtviertel zugetragen haben. Er beschreibt die Armut, die Wohnungsnot, die Sorgen der Menschen, den Hunger und die Krankheiten in der Zeit von 1886 bis 1893. Die wörtlichen Reden sind im „Dresdner Sächsisch“ verfasst. Bei der Romanfigur des Schusters Radom handelt es sich um seinen Stiefvater Gustav (eigentlich Norbert) Thomas.
Auf der Grafik des Bucheinbandes ist ein Justizvollzugsbeamter abgebildet, der den Jungen Karl Radom in das Schloss Hoheneck in Stollberg/Erzgeb. bringt. Bereits seit dem 17. Jahrhundert wurde das Schloss als Gefängnis (Untersuchungsgefängnis) genutzt, danach anfangs als Haftanstalt für Frauen und etwas später als Strafanstalt Hoheneck auch für Männer und Jugendliche. Die Hauptfigur des Buches, der Junge Karl Radom, war hier 5 Monate eingesperrt und die Beschreibungen des Autors über die Zustände der Strafanstalt Hoheneck sind recht aufschlussreich.
Mit der Romanfigur des Josef Stenzels wird das Leben eines Sozialdemokraten aus dieser Zeit geschildert. Von ihm sind unter anderem auch einige Beratungsleistungen aufgeführt, wie die Arbeiter in der damaligen Zeit ihre Lebens- und Arbeitsbedingungen verbessern können.
Nach seiner Dachdeckerlehre, während der er sich bereits dem Zentralverband der Dachdecker anschloss, arbeitete Thomas von 1893 bis 1898 an unterschiedlichen Orten innerhalb Deutschlands als Geselle. Seit 1898 übernahm er zunächst ehrenamtlich innerhalb des Dachdeckerverbandes Funktionen, z. B. die des Gauleiters in Rheinland-Westfalen (1898 bis 1901).
Als er 1904 nach Frankfurt am Main übersiedelte, arbeitete er zunächst weiter als Dachdecker, bis er 1905 Angestellter der dort ansässigen Volksstimme wurde. Während seiner Zeitungstätigkeit (bis 1916) übte er in den letzten sechs Jahren das Amt des zweiten Zentralvorsitzenden des Dachdeckerverbandes ehrenamtlich aus.
1918 wurde er SPD-Stadtverordneter in Frankfurt am Main. Sein Hauptarbeitsgebiet waren die Sozialpolitik und das Bildungswesen. Er initiierte zusammen mit Hugo Sinzheimer und Ernst Pape 1921 die Akademie der Arbeit, die von den Nationalsozialisten 1933 geschlossen wurde. 1947 half Thomas bei ihrer Wiedereröffnung.
Thomas engagierte sich im Bildungsbereich und war 25 Jahre Leiter des sozialistischen Bildungswesens in Hessen-Nassau. Darüber hinaus beschäftigte er sich mit Literatur und verfasste unterschiedliche Werke, darunter humoristische Geschichten, ein Roman und die Geschichte des Zentralverbandes der Dachdecker. Mit dem Antritt des Amtes als Zentralvorsitzender (1916) übernahm er auch die Schriftleitung bei der Dachdecker-Zeitung. Außerdem arbeitete er bei der Gewerkschaftszeitung Stimme der Arbeit als Chefredakteur.
1931 trat der Dachdeckerverband in den Deutschen Baugewerksbund über und Thomas übernahm das Amt des Reichsfachgruppenobmannes der Dachdeckerfachgruppe. Am 2. Mai 1933 wurde der Deutsche Baugewerksbund wie alle Gewerkschaften von den Nationalsozialisten aufgelöst.

## Ehrungen
- 1953: Verdienstkreuz (Steckkreuz) der Bundesrepublik Deutschland
- In Frankfurt am Main ist die Theodor-Thomas-Straße in Bonames nach ihm benannt

## Werke
- Proletarierkrankheit und kranke Proletarier. Ein Beitrag zur Hebung der Volksgesundheit. Fünfte Auflage 31. bis 35. Tausend. Buchhandlung Volksstimme, Maier & Co., Frankfurt a. M. 1908.
- Die Massenspeisung in Wort und Bild. Ein Beitrag zur Entwicklung der Frankfurter Kriegsküchen. Zentral-Küchenkommission, Frankfurt /Main (1916)
- Julian im Reichsanzug. Drollige Gänge und Fahrten durch Deutschland. Erlebt, ersonnen und erzählt von Theodor Thomas. Illustrationen von W. R. Heinisch. Union Druck- und Verlags-Anstalt, Frankfurt a. Main 1918. Inhaltsverzeichnis
- Was bringt die sozialistische Republik dem Handwerker? o. O. (1919)
- In Vaters Hosen. Lustige Geschichten. Vorwärts-Verlag. Berlin 1920.
- Schnurren und Schwänke. Lustige Geschichten. Vorwärts-Verlag. Berlin 1920.
- Gib meine Jugend mir zurück … Der Roman eines Großstadtjungen. Buchh. Vorwärts. Berlin 1921.
  - Gib meine Jugend mir zurück … Der Roman eines Großstadtjungen. Bollwerk-Verlag Karl Drott, Offenbach am Main 1947.
- Gedenkbuch zum 40jährigen Jubiläum des Zentralverbandes der Dachdecker Deutschlands 1889 – 1929. Eine Darstellung der Verhältnisse bis zur Gründung des Verbandes. Zentralverband d. Dachdecker Deutschlands, Frankfurt a. Main 1929.
- Geschichte des Zentralverbandes der Dachdecker Deutschlands von 1889 bis zum 4. August 1914. Zentralverband d. Dachdecker Deutschlands, Frankfurt a. Main 1931.